# كأس ديفيز 1966
كأس ديفيز 1966 هو الموسم 55 من  كأس ديفيز. فاز فيه منتخب أستراليا لكأس ديفيز.